# EUR Fermi
EUR Fermi - stacja na linii B metra rzymskiego. Stacja została otwarta w 1955 w dzielnicy Esposizione Universale di Roma. Poprzednim przystankiem jest EUR Palasport, a następnym Laurentina.

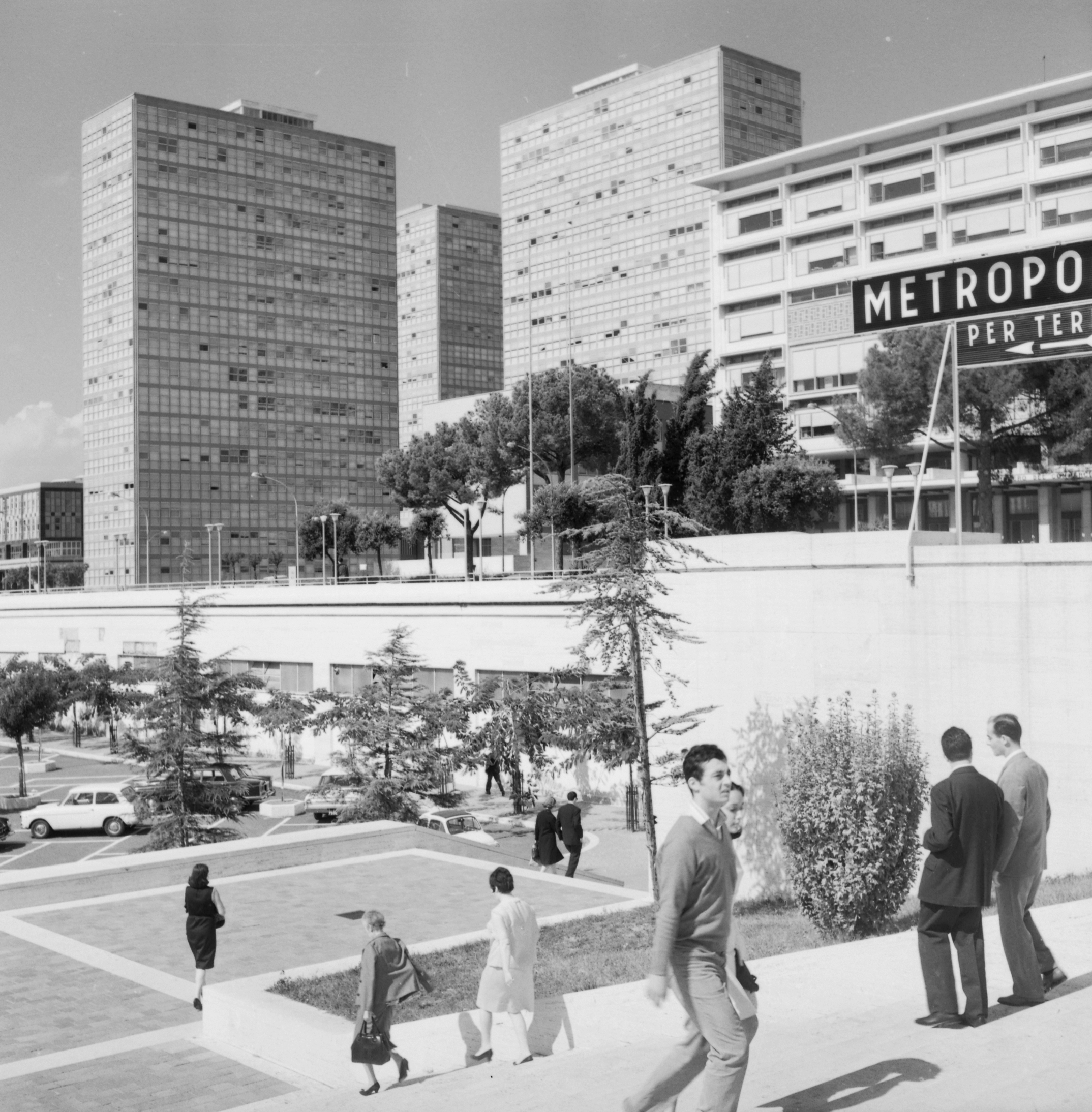
Photo Paolo Monti, 1967